# Дейвид Айк
Дейвид Айк (на английски: David Icke) е британски писател и общественик, автор на конспиративни теории, бивш футболист и футболен коментатор. 

## Биография и творчество
Работи 12 години в BBC. Днес той е по-известен като автор на 19 книги, в които излага възгледи отнасящи се към различни конспиративни теории. Определя себе си като „най-противоречивият автор в света“. От 1990 г. той развива идеята си, че „някой управлява света“. Книгата му Най-голямата тайна (1999) е наричана „Розетски камък за пристрастените към конспирациите“.
Написал е Бунтът на роботите.

## Произведения
- It's a Tough Game, Son! (1983)
- It Doesn't Have To Be Like This: Green Politics Explained (1989)
- Truth Vibrations. Gateway (1991, 1994)
- Love Changes Everything (1992)
- In the Light of Experience: The Autobiography of David Icke (1993)
- Days of Decision (1993)
- Heal the World: A Do-It-Yourself Guide to Personal and Planetary Transformation (1993)
- The Robot's Rebellion (1994)
Бунтът на роботите: История на духовния Ренесанс, изд.: Аратрон, София (1999), прев. Татяна Иванова
- ... And the Truth Shall Set You Free (1995)
- I Am Me, I Am Free: The Robot's Guide to Freedom (1996, 1998)
- Lifting the Veil: David Icke interviewed by Jon Rappoport (1998)
- The Biggest Secret: The Book That Will Change the World (1999)
- Children of the Matrix (2001)
- Alice in Wonderland and the World Trade Center Disaster (2002)
- Tales from the Time Loop (2003)
- Infinite Love Is the Only Truth: Everything Else Is Illusion (2005)
- The David Icke Guide to the Global Conspiracy (and how to end it) (2007)
Световната конспирация, изд.: ИК Бард, София (2013), прев. Валентин Евстатиев
- Human Race Get Off Your Knees: The Lion Sleeps No More (2010)
- Remember Who You Are: Remember 'Where' You Are and Where You 'Come' From (2012)
Спомнете си кои сте: [анализ на света, в който живеем], изд.: ИК Бард, София (2014), прев. Милко Стоименов
- The Perception Deception: Or... It's All Bollocks – Yes, All of It (2013)